# Фроукье
Фроукье Веенстра (нидерл. Froukje Veenstra; род. 4 сентября 2001 года), более известная мононимно как Froukje (Фроукье), — нидерландская певица и автор песен.

## Ранняя жизнь
Фроукье Веенстра родилась 4 сентября 2001 года в городе Ньивкоп (недалеко от Роттердама) семье учителей музыки. Изначально она играла в музыкальной группе Ginger Squad вместе со своим отцом Рене и сестрой Джетске. Впоследствии она также играла в группе Chicks & Wings. В конце 2010-х годов она поступила в Роттердамскую консерваторию музыки, учёбу в которой приостановила в 2020 году в связи с пандемией коронавируса. Из-за этого она какое-то время не могла выступать на сцене перед публикой.

## Карьера
Её сольная музыкальная карьера началась в начале 2020 года с выпуском её первой песни — Groter Dan Ik (рус. Больше, чем я), которая была посвящена климатическому кризису. Меньше, чем за год эту песню прослушало около 2 миллионов человек. В том же году она выпустила песню Ik wil dansen (рус. Я хочу танцевать), благодаря которой впервые попала в чарт Single Top 100. В январе 2021 года она выпустила первый альбом под названием Licht en donker (рус. Свет и тьма) и заняла вторую позицию в Dutch Album Top 100.
В 2022 году она выпустила ещё один альбом — Uitzinnig (рус. В бреду). В том же году она выступила на таких фестивалях, как Pinkpop и Lowlands. 15 октября дала крупнейший на данный момент концерт в AFAS Live. 
24 февраля 2023 года Фроукье выпустила свой новый сингл — Als Ik God Was (рус. Если бы я была богом), дебютировавший на 54-й позиции в чарте Single Top 100. 12 мая 2023 года она выпустила ещё один — Naar het licht (рус. К свету).

## Музыкальный стиль
Веенстра делает музыку, используя свои ноутбук, гитару и синтезатор. По её словам, на неё повлияли такие артисты, как Мартен ван Розендаль и Тео Найленд. Помимо этого, она также вдохновлена творчеством Эфье де Виссер, Typhoon и Stromae.
После получения в марте 2023 премии Edisons за категорию Альтернатива её стали называть «королевой нидерландской альтернативной поп-музыки».

## Личная жизнь
Фроукье — бисексуал. Какое-то время встречалась с парнем, с которым рассталась летом 2022 года. В настоящий момент проживает в Амстердаме.

## Дискография

### EP (Мини-альбомы)
| Название        | Детали                                                      | Пиковая чартовая позиция (NLD) |
| --------------- | ----------------------------------------------------------- | ------------------------------ |
| Licht en donker | Выпущен: 8 января 2021 Лейбл: TopNotch Формат: стриминговый | 2                              |
| Uitzinnig       | Выпущен: 18 марта 2022 Лейбл: TopNotch Формат: стриминговый | 5                              |

### Синглы
| Название                                 | Год  | Пиковая чартовая позиция (NLD) | Альбом                                                     |
| ---------------------------------------- | ---- | ------------------------------ | ---------------------------------------------------------- |
| Groter Dan Ik                            | 2020 | —                              | —                                                          |
| Ik wil dansen                            | 2020 | 74                             | Licht en donker                                            |
| Licht en donker                          | 2020 | —                              | Licht en donker                                            |
| Onbezonnen                               | 2021 | —                              | Licht en donker                                            |
| Licht en donker (Remix) ft. Willem Ardui | 2021 | —                              | —                                                          |
| Heb ik dat gezegd?                       | 2021 | —                              | Licht en donker                                            |
| Niets Tussen                             | 2021 | 100                            | Uitzinnig                                                  |
| Een Teken                                | 2021 | 65                             | Uitzinnig                                                  |
| Uitzinnig                                | 2022 | 92                             | Uitzinnig                                                  |
| Zonder gezicht ft. S10                   | 2022 | 37                             | Uitzinnig                                                  |
| Nooit meer spijt ft. S10                 | 2022 | 34                             | Ik besta voor altijd zolang jij aan mij denkt (альбом S10) |
| Als Ik God Was                           | 2023 | 54                             | —                                                          |
| Naar het licht                           | 2023 | 93                             | —                                                          |

## Награды
- 2021: 3voor12 Песня года 2021
- 2021: Buma NL Award - Альтернативный альбом
- 2021: 3FM Talent Award 2021
- 2021: ESNS Kickstart Award
- 2021: Eureddision 2020/21
- 2022: Edison в категории Альтернатива за альбом Licht en donker
- 2022: Серебряный Щелкунчик за альбом Licht en Donker
- 2022: 3voor12 Песня года 2022 (вместе с S10)
- 2023: Edison в категории Альтернатива за альбом Uitzinnig